# 格兰茨维尔 (犹他州)
格兰茨维尔（英文：Grantsville），是美国犹他州图埃勒县下属的一座城市。建市于 1850年，面积大约为19.37平方英里（50.2平方公里），海拔约为4,304英尺（1,312米）。根据2010年美国人口普查，该市有人口8,893人。